# Monti Synnyr
I monti Synnyr (in russo Сынныр?) sono una catena montuosa della Siberia Orientale meridionale nel sistema degli altopiani del Bajkal settentrionale. Si trovano in Buriazia (Russia).

## Geografia
La catena montuosa si estende in direzione nord-est per quasi 300 km, dai monti del Bajkal fino all'altopiano del Patom, nell'interfluvio dei fiumi Bol'šaja Čuja e Levaja Mama. Nell'estrema parte sud-occidentale dei Synnyr si trova il Golec Injaptuk, il punto più alto della catena (2 578 m), dove si trovano le sorgenti dei fiumi Cholodnaja (tributario della Kičera), Tyja e Olokit (tributario della Čaja). Le altezze della cresta, da 2 500 m nel sud-ovest, diminuiscono a 1 300 m nel nord-est. Predomina il terreno di media montagna.
Sulle pendici delle montagne è prevalentemente diffusa la taiga di larice, nella parte vicino alla vetta si sviluppa la tundra montana e il golec. A causa del clima rigido e fortemente continentale, il permafrost è molto diffuso.